# باول ماير (منافس ألعاب قوى)
باول ماير (بالألمانية: Paul Meier)‏ هو منافس ألعاب قوى ألماني، ولد في 27 يوليو 1971 في فلبرت في ألمانيا.

## وصلات خارجية
- بول ماير على موقع الاتحاد الدولي لألعاب القوى (الإنجليزية)
- بول ماير على موقع اللجنة الأولمبية الدولية (الإنجليزية)
- بول ماير على موقع أوليمبيديا (الإنجليزية)